# Demi-carré

Demi-carré

Un demi-carré est un instrument utilisé en géométrie pour construire des figures et pour mesurer des longueurs et des angles.
Cet outil combine en fait les fonctions d'un rapporteur, d'une équerre et d'une règle. Il est généralement gradué en centimètres, pour les longueurs et en degrés, pour les angles.
Comme son nom l'indique, il a la forme d'un triangle isocèle rectangle.